# Edward Frederick Anderson
Edward Frederick Anderson (Covina, California, 17 de junio de 1932 - 29 de marzo de 2001) fue un botánico estadounidense. Realizó extensas exploraciones por México.
Fue un destacado especialista en la familia Cactaceae. Realizó investigaciones en el Desert Botanical Garden, de Phoenix. Presidió la International Organization for Succulent. Fue miembro de la Cactus and Succulent Society of America y de la Linnean Society de Londres. Fue profesor emérito de biología del Whitman College, donde impartió la docencia durante tres décadas.

## Algunas publicaciones
Participa con W. Barthlott y Roger Brown en la obra The Cactus Family, publicada en 2001.

### Otras obras
- Peyote: The Divine Cactus. University of Arizona Press, Tucson 1981, ISBN 0-8165-0613-2
- Plants and People of the Golden Triangle. Dioscorides Press, Portland (Oregon) 1993, ISBN 0-931146-25-9
- Threatened Cacti of Mexico. Balogh Scientific Books, Kew 1994, ISBN 0-947643-70-2 con Salvador Arias & Nigel P. Taylor
- The Cactus Family. Timber Press, Portland (Oregon) 2001, ISBN 0-88192-498-9

## Honores
- 1998: Cactus d'Or, concedido por el Principado de Mónaco

- La abreviatura «E.F.Anderson» se emplea para indicar a Edward Frederick Anderson como autoridad en la descripción y clasificación científica de los vegetales.[3]

## Literatura
- Gideon F. Smith, Liz A. Slauson. Edward F. (Ted) Anderson (1932–2001): One of the Greatest Students of Cactaceae of the 20th Century. En: Taxon 50 ( 3): 939–942